# たら丸
たら丸（たらまる）は、北海道岩内町の観光PRのために作られたマスコットキャラクターである。

## 概要
1985年（昭和60年）に国鉄岩内線廃線の沈滞ムードを打開するべく岩内観光協会が岩内町のマスコットキャラクターを一般公募し、町内で洋服店を営んでいた今井郁夫（2010年没）のデザインで制作された。
岩内町名産のスケトウダラをモチーフに受け口のたらこ唇と丸い目、赤い鉢巻と長靴の漁師風の服装で手には岩内町にて日本国内で初めて栽培されたグリーンアスパラをもたせたデザインとなっている。
当初はグロテスクな印象から不人気だったものの、子供志向や2頭身や黒目を大きめにするといったデザインの改良を加え、90年代にはメインストリート「名店街」の半数以上のシャッターにたら丸を描いたところ新聞やテレビで取り上げられ知名度が上昇し、2004年（平成16年）にはみうらじゅんの著書『ゆるキャラ大図鑑』にてゆるキャラ登録番号1番として掲載された。
2003年以降は岩内町内のデザイン事務所「カッパの絵」の代表を務める木村剛がデザインを担当している。
2006年（平成18年）4月20日放映のテレビ番組TVチャンピオン「ゆるキャラ日本一決定戦」では、アスパラで対戦相手を小突くなど粗暴に振るまい結果は準優勝だったものの行動の狼藉ぶりが注目され全国的に知られるようになった。
その後2008年のTVチャンピオン2の第2回「ゆるキャラ王選手権」でも前回同様に準優勝。ヒールとして他のライバルキャラクターを圧倒的な強さで次々と倒し、決勝で本州四国連絡高速道路のマスコットキャラクターわたるに負ける結果となった。
たら丸グッズの展開のほか着ぐるみによる観光PRも務め多忙になったため、2007年（平成19年）4月に第三代目たら丸が披露された。
岩内町内ではこのほかマンホールなどにもたら丸が用いられている。

## プロフィール
- 生年月日：1985年8月9日
- 性別：男
- 本籍地：岩内郡岩内町
- 兄弟：双子の妹「べに子」・年のはなれた弟「ぴん助」